# Clos des Charmes
La clos des Charmes (en néerlandais : Haagbeukengaarde) est une impasse en forme de T bruxelloise de la commune de Woluwe-Saint-Pierre qui débute rue au Bois sur une longueur totale de 95 mètres.